# Rideau (pamphlet)
Pour les articles homonymes, voir Rideau (homonymie).
Rideau est un pamphlet de Marc-Édouard Nabe, publié en mars 1992 par les éditions du Rocher.

## Résumé
Le livre est un pamphlet contre l'univers médiatique en général, et la télévision en particulier. Il s'agit d'une version augmentée d'un long article publié par Nabe, dans L'Idiot international, en février 1990.

## Accueil critique
Dans la Tribune de Genève, Jean-Louis Kuffer parle de « textes à la fois incendiaires et clairvoyants ». Pierre Berruer, dans Ouest France, le qualifie de « décapant, joyeux, immonde et toujours aussi nombriliste ». Pour Gilles Brochard, dans La Voix de France, Rideau est « à la fois manifeste au vitriol et profession de foi contre l'idiotie ».
Dominique Guillou, dans Le Figaro Littéraire, compare Rideau au Régal des vermines, pour s'interroger sur l'intérêt de « concentrer aujourd’hui ses tirs d’artillerie lourde que sur les falotes vedettes de la télévision, du cinéma et de la chansonnette ,» tout en saluant des formules qui font mouche et « d’étonnantes démonstrations ».

## Édition
- Marc-Édouard Nabe, Rideau, éditions du Rocher, 1992, 252 p.  (ISBN 2268013111)